# Castillo de Luque
El castillo de Luque, también conocido como castillo Venceire o de Hish Lukk, es una fortaleza hispanomusulmana construida en el siglo IX y ubicada en el municipio cordobés de Luque, España. Preside el cerro del Castillo, un risco que domina toda la localidad, y se encuentra muy cercano a la ermita del Rosario. Alberga dos torres unidas por diversos lienzos de muralla. Alberga la declaración de Bien de Interés Cultural.
Entre 2021 y 2023 se produjeron unas obras de restauración íntegra de la fortaleza,inaugurándose al público el 15 de junio de 2024.

## Historia

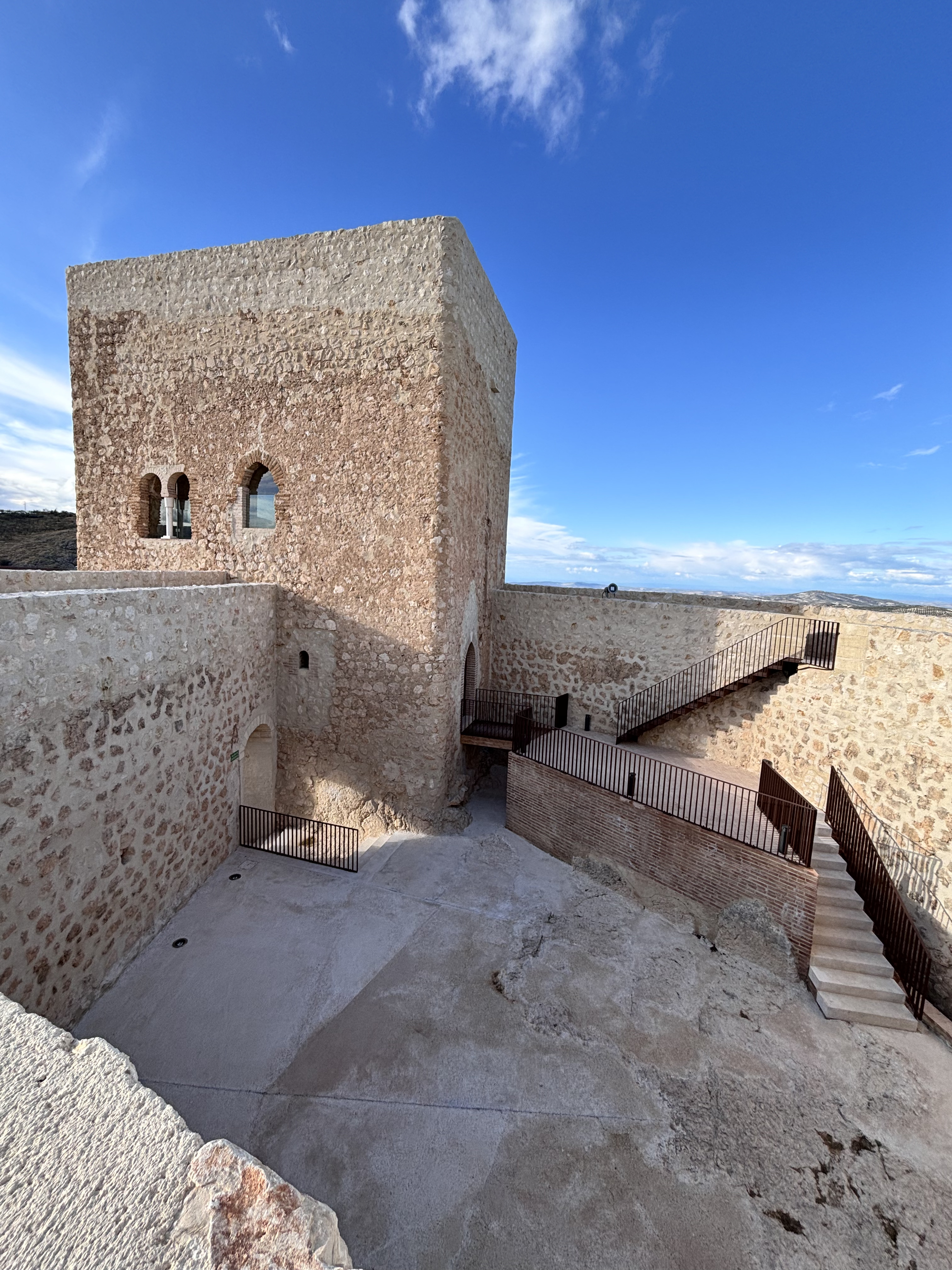
Interior del castillo de Luque

Diversas excavaciones en el interior del castillo han probado que los primeros restos arqueológicos datan del siglo IV a. C. y que continúan con la aparición de un molino romano, fechado en el siglo II. Asimismo, existe constancia de un asentamiento musulmán en Luque desde prácticamente la conquista islámica de la península ibérica en el siglo VIII. Su denominación de "Venceire" es una deformación de su nombre original Albenzaide, tal y como aparece recogido en algunos textos del siglo XVI.
El castillo o fortificación fue posiblemente mandado construir por el rebelde muladí Said ibn Mastana, aliado de Omar ibn Hafsún, quienes se hallaban en una revuelta interna contra el Emirato de Córdoba. Se desconoce la fecha exacta de edificación, aunque se estima tras la toma del castillo de Carcabuey por parte del emir cordobés Abd Allah en el año 892. A pesar de esta victoria, las revueltas en Luque obligaron a Abd Allah a regresar para pacificar la villa, lo que consiguió tras un largo asedio. Existen pocas referencias de la fortaleza durante el siglo XII, aunque destacan especialmente dos eventos: la campaña militar del rey aragonés Alfonso I el Batallador en 1126, cuando el castillo de Luque fue asediado, lo que demuestra la relevancia geográfica de la estructura militar; y la Batalla del río Lukk de 1165, cuando las huestes de Muhámmad ibn Mardanís, el «Rey Lobo» de la Taifa de Murcia, perdió la fortaleza en una ajustada victoria en favor del creciente Imperio almohade, quienes la arrasaron completamente y la reconstruyeron en su propio estilo.

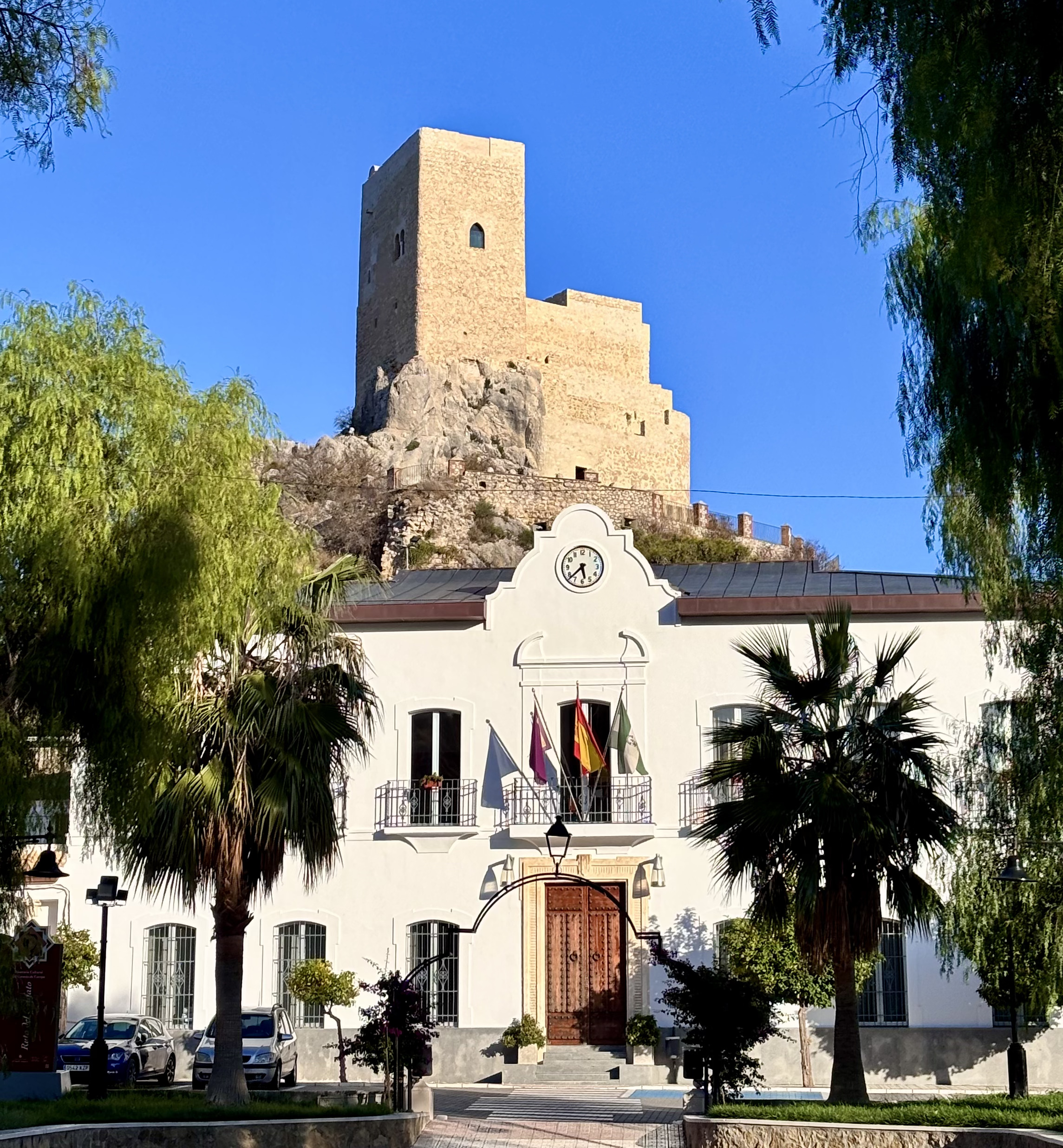
Vista del castillo con el Ayuntamiento de Luque bajo él

Aunque la fecha de conquista castellana varía en algunos años según algunos autores, debió rondar el año 1240 cuando Fernando III el Santo conquistó la plaza para la Corona castellana. Fernando III entregó el castillo, junto con los de Cabra, Baena y Zuheros, a su hermanastro Rodrigo Alfonso, aunque pasó más tarde a la reina Juana de Ponthieu. La fortaleza fue pasando de manos, desde la Orden de Santiago hasta el infante Juan, hermanastro de Sancho IV, sin embargo, la mayor parte del tiempo dependió directamente de Córdoba. Alfonso XI, tras derrotar a los meriníes en la Batalla del Salado, distribuyó soldados por varias ciudades fronterizas con el Reino nazarí de Granada como Luque. Egas Venegas, militar que apoyó a Enrique II durante la primera guerra civil castellana, fue galardonado con el señorío de Luque en 1374.
Los Venegas, que alcanzaron el título de condes a partir de 1624 por concesión de Felipe IV, finalmente abandonaron el castillo durante el siglo XVIII, en el que comenzó su estado de ruina hasta la actualidad. En 1973 el Gobierno de España lo inscribió a su nombre e intentó venderlo en varias ocasiones en subasta sin encontrar comprador, por lo que finalmente decidió cederlo al Ayuntamiento de Luque en 1997.

## Restauración
El castillo presentaba un lamentable estado de ruina, por lo que el Ayuntamiento de Luque procedió a la restauración de la torre Almohade y del Homenaje. Se destinaron 180.000 euros a este proyecto, de los cuales 130.000 provinieron de la Diputación de Córdoba, mientras que 50.000 euros procedieron de las arcas municipales. Las obras comenzaron en septiembre de 2018 y concluyeron en enero de 2019 como primera fase de las próximas intervenciones proteccionistas. Los dos siguientes fases fueron financiadas íntegramente por la Diputación, ejecutándose la segunda ese mismo año con unos 36.000 euros y la tercera fue realizada en julio de 2020 con un presupuesto de 50.000 euros, en la que se intervino en el exterior y coronamiento de los muros.
Finalmente, el Ministerio de Transportes, Movilidad y Agenda Urbana aprobó el 1,5 % Cultural para la restauración íntegra del castillo de Luque, la que sería la cuarta y última fase, con un presupuesto de unos 917.000 euros a financiar entre el Gobierno de España (75 %) y el Ayuntamiento de Luque (25 %). Las obras comenzaron en diciembre de 2021 y albergaron un plazo de 18 meses, concluyendo la restauración en julio de 2023.

### Apertura al público
Las obras finalizaron en julio de 2023 y, aunque durante los meses de septiembre y octubre el castillo fue abierto para que únicamente los vecinos de la localidad pudiesen conocer la labor de restauración que se había desarrollado, finalmente el 15 de junio de 2024 tuvo lugar la inauguración oficial del castillo de Luque.Desde entonces, se puede visitar de miércoles a domingo, así como también cualquier otro día con visita concertada en el teléfono del Museo Municipal de Luque: 651 93 15 83.